# ORLEN Petrobaltic

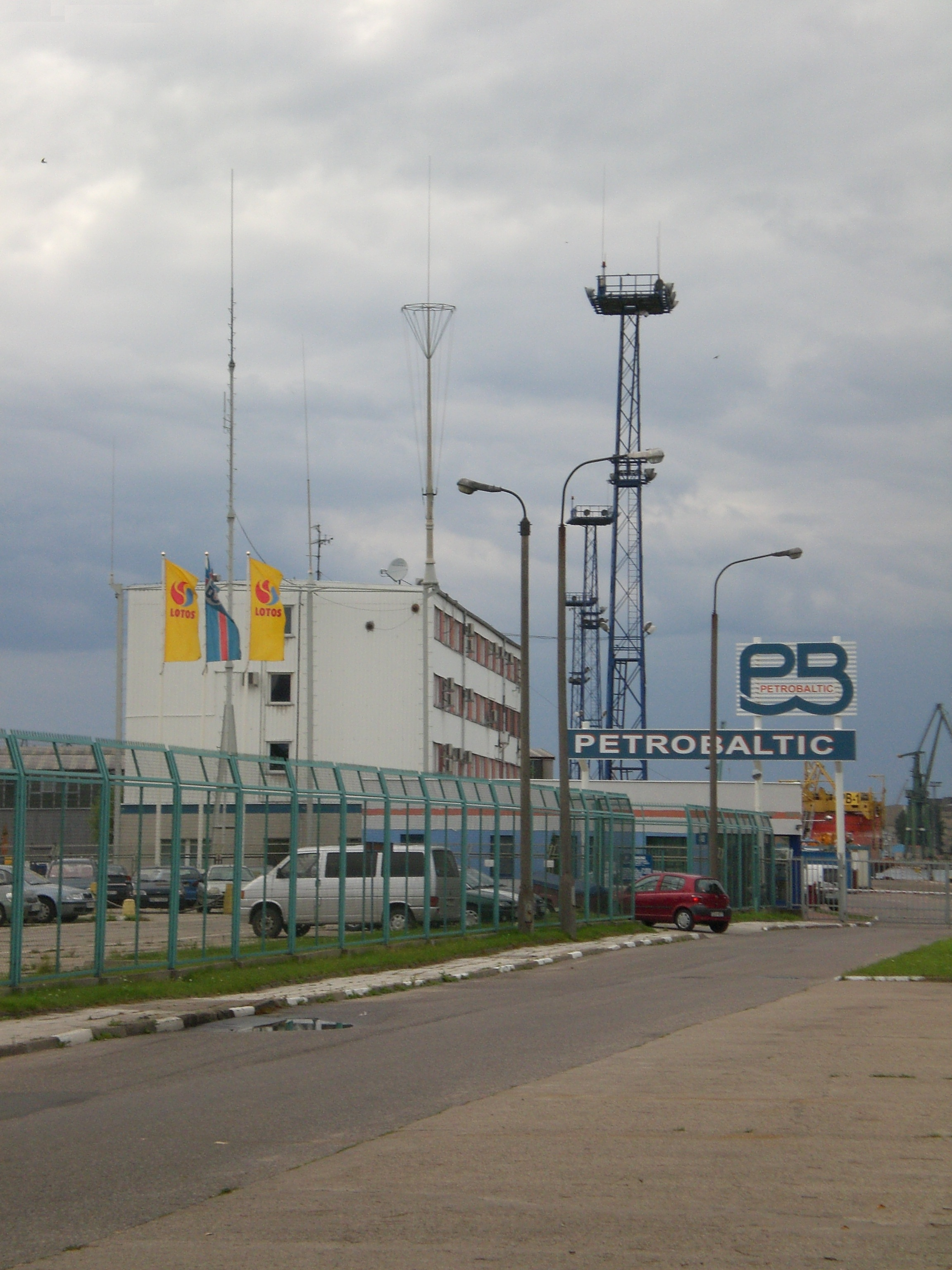
Petrobaltic in Gdańsk

ORLEN Petrobaltic S.A. ist eine polnische Erdöl- und Erdgasfördergesellschaft mit Sitz in Danzig. Es wurde als Lotos Petrobaltic gegründet. 
Unternehmenseigner war die Grupa Lotos. 2022 wurde das Unternehmen, zusammen mit der Grupa Lotos, von PKN Orlen übernommen. Am 6. Dezember 2024 änderte das Unternehmen LOTOS Petrobaltic seinen Namen in ORLEN Petrobaltic.
Es erwirtschaftet laut Dun & Bradstreet einen Umsatz von 116 Millionen USD.

## Hintergrund
Grundlage für die Förderung ist das ehemalige RGW-Projekt Petrobaltic. Es diente geologischen Erkundungsarbeiten für Erdöl und Erdgas in der Ostsee und zu Untersuchungen im Festlandssockelbereich. Mit Beginn der Ölkrise suchten die Staaten des Rats für Gegenseitige Wirtschaftshilfe (RGW) nach eigenen Ölquellen und die DDR, Polen und die Sowjetunion gründeten das Projekt Petrobaltic mit Hauptquartier in Danzig. Sie begannen in der Ostsee vor der polnischen Küste nach Öl zu suchen. Im Jahr 1981 wurde durch Petrobaltic Öl gefunden, wegen der Verhängung des Kriegsrechts wurde jedoch nicht mit der Förderung begonnen. Die Kooperation wurde mit dem Ende der DDR eingestellt. Die Förderung begann erst nach dem Ende des RGW-Wirtschaftsbündnisses. Das polnische Unternehmen Lotos Petrobaltic begann mit der Förderung und fördert jährlich 70.000 Tonnen Erdöl aus der Ostsee.